# Manuel Esperón
Manuel Esperón González (né le 3 août 1911 à Mexico et mort le 13 février 2011) est un célèbre compositeur mexicain de musiques de film et de chansons durant la época de oro du cinéma mexicain. Tout au long d'une carrière prolifique, il a participé à plus de 400 films, auprès de réalisateurs prestigieux comme Luis Buñuel, Emilio Fernández, Miguel M. Delgado ou encore Ismael Rodríguez. Chantées par des célébrités comme Chavela Vargas, Pedro Infante, Los Panchos et Jorge Negrete, certaines de ses chansons ont dépassé le cadre du grand écran pour se convertir en véritables succès populaires.

## Biographie
Son père, Don Manuel Esperon Alcalá, un natif d'Oaxaca a été ingénieur civil des mines et a. participé au tracé de l’autoroute Mexico-Cuernavaca. Il est aussi.le petit-fils du compositeur Macedonio Alcalá. Sa mère, Raquel González Cantú, d'origine française, était pianiste de concert. Cet environnement familial qu'il a vécu depuis l'enfance l'amène à poursuivre une carrière de musicien et de compositeur. Il a commencé à étudier la musique à un âge précoce sous la direction de sa mère, et à l'âge de 14 ans, il a officiellement commencé ses études de piano et de musique. Il s'inscrit à l'Académie de San Carlos puis étudie à l'École supérieure de musique de l'Institut national des beaux-arts. Après les études secondaires il étudie l'ingénierie à l'ESIME de l'Institut national polytechnique dans le centre historique du district fédéral.
Tout au long d'une carrière prolifique, il a participé à plus de 500 films, auprès de réalisateurs prestigieux comme Luis Buñuel, Emilio Fernández, Miguel M. Delgado ou encore Ismael Rodríguez. Il a travaillé avec tous les réalisateurs et a interprété la musique des films dans toutes les salles d'enregistrement des studios de cinéma. Il a également créé des arrangements symphoniques de musique populaire mexicaine, ainsi que ses chansons les plus importantes et d'autres compositeurs mexicains, tels que Guty Cárdenas, Ricardo Palmerín, Pepe Guízar, José Alfredo Jiménez, Alfredo Carrasco et Agustín Lara.
Il convient de mentionner qu'actuellement des chanteurs de renommée internationale reprennent avec succès leurs chansons telles que:
- Julio Iglesias – “¡Ay Jalisco no te rajes!” (Ernesto Cortázar- Manuel Esperón)
- Plácido Domingo - “Serenata tapatía” (Ernesto Cortázar- Manuel Esperón)
- Yuri - “El Apagón” (Ernesto Cortázar- Manuel Esperón)[6]
- José Luis Rodríguez “El Puma”- “No volveré” (Ernesto Cortázar- Manuel Esperón)
- Thalía - “A La orilla del mar” (Ernesto Cortázar- Manuel Esperón)
- Tania Libertad - “Flor de azalea” (Zacarías Gómez - Manuel Esperón) y “Mía” (Felipe Bermejo - Manuel Esperón) en duo avec Armando Manzanero
- Luis Miguel - “Amorcito corazón” (Pedro de Urdimalas - Manuel Esperón)

Jusqu'à sa mort, il était président honoraire à vie de la Société des auteurs et compositeurs du Mexique.
Il meurt le 13 février 2011 à 99 ans, laissant un héritage artistique qui enrichit le patrimoine musical du Mexique, il reçoit un vibrant hommage au Palais des beaux-arts de Mexico sous les applaudissements du public et des mariachis venus lui manifester un ultime adieu.

## Filmographie partielle

### Comme compositeur
- 1942 : Les Trois Mousquetaires de Miguel M. Delgado
- 1942 : Unidos por el eje de René Cardona
- 1944 : Les Trois caballeros de Norman Ferguson
- 1945 : Bugambilia d'Emilio Fernández
- 1945 : Les Abandonnées d'Emilio Fernández
- 1946 : El puente del castigo de Miguel M. Delgado
- 1946 : No basta ser charro de Juan Bustillo Oro
- 1947 : El Tigre de Jalisco de René Cardona
- 1947 : Gran Casino (Tampico) de Luis Buñuel
- 1947 : Folies romaines de Roberto Gavaldón
- 1948 : Nosotros los pobres d'Ismael Rodríguez
- 1949 : Le Grand noceur de Luis Buñuel
- 1950 : La Diablesse de Tito Davison
- 1950 : La Liga de las muchachas de Fernando Cortés
- 1951 : Don Quintin l'amer de Luis Buñuel
- 1951 : Historia de un corazón de Julio Bracho
- 1954 : Contigo a la distancia de Gilberto Martínez Solares
- 1954 : Cuando me vaya de Tito Davison
- 1954 : El Mil amores de Rogelio A. González
- 1954 : Rita, fille ardente de Julio Bracho
- 1954 : La Mulâtresse de Gilberto Martínez Solares
- 1960 : La Chanson de l'orphelin (Aventuras de Joselito y Pulgarcito) de René Cardona
- 1962 : Los Cinco halcones de Miguel M. Delgado
- 1962 : Son fidèle compagnon de Rafael Baledón

### Comme acteur
- 1937 : Bajo el cielo de México de Fernando de Fuentes
- 1937 : Jalisco nunca pierde de Chano Urueta
- 1939 : Juntos, pero no revueltos de Fernando A. Rivero
- 1941 : La Liga de las canciones de Chano Urueta
- 1946 : No basta ser charro de Juan Bustillo Oro
- 1964 : Buenas noches, año nuevo de Julián Soler
- 1969 : El Crepúsculo de un dios de Emilio Fernández
- 1976 : Zona roja d'Emilio Fernández

### Comme scénariste
- 1977 : Mariachi - Fiesta de sangre de Rafael Portillo (en)

## Distinctions

### Récompenses
- 1947 : Ariel d'Argent de la Meilleure Musique de Fond pour Cantaclaro de Julio Bracho
- 1955 : Ariel d'Argent de la Meilleure Musique de Fond pour Cuando me vaya de Tito Davison
- 1984 : médaille Salvador-Toscano pour l'ensemble de sa carrière
- 1995 : Ariel d'Or Spécial pour l'ensemble de sa carrière

### Nominations
- 1950 : nommé pour l'Ariel d'Argent de la Meilleure Musique de Fond pour Medianoche de Tito Davison
- 1956 : nommé pour l'Ariel d'Argent de la Meilleure Musique de Fond pour Amor en cuatro tiempos de Luis Spota